# Shōji Kawamori

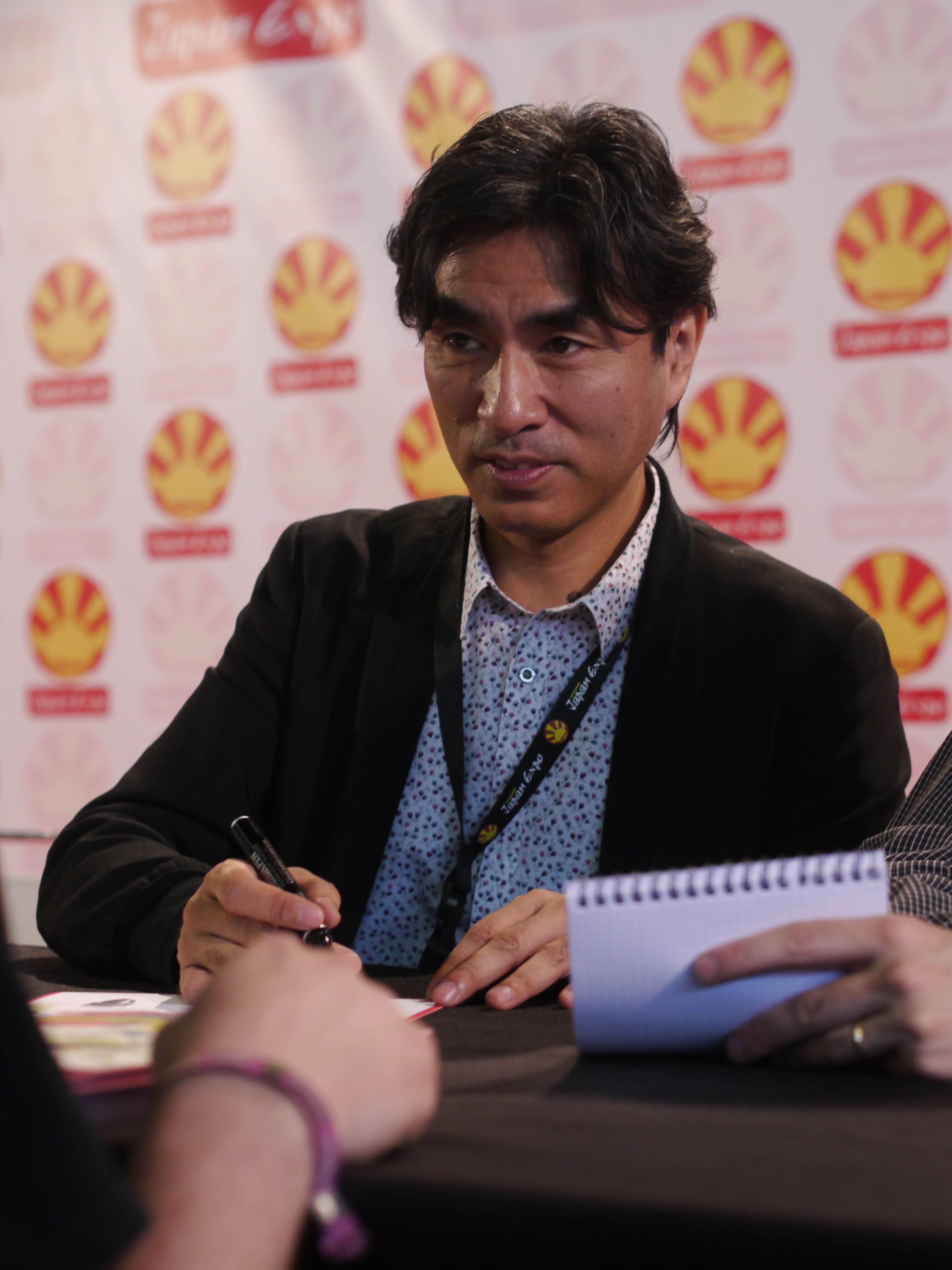
Shöji Kawamori en el Japan Expo de 2013.

Shōji Kawamori (河森 正治 Kawamori Shōji?, 20 de febrero de 1960) es un artista visual, ilustrador, dibujante, diseñador de mechas, escritor y creador de series de anime como Macross y Escaflowne.

## Biografía
Shoji Kawamori nació en Toyama, Japón en 1960. Estudió en la Universidad de Keio en los años setenta, etapa de su vida en la cual, junto al escritor Hiroshi Ōnogi y el diseñador de personajes Haruhiko Mikimoto fundaron el Mobile Suit Gundam fan club llamado "Gunsight One", un nombre que se usaría posteriormente en la saga de Macross.

## Carrera
Shoji Kawamori ocasionalmente usó el nombre de Eiji Kurokawa (黒河影次 Kurokawa Eiji), especialmente cuando inició su carrera en el Studio Nue donde trabajó como asistente de arte y animador hasta los ochenta. Los tópicos comunes de las obras de anime de Kawamori son el amor, la guerra, la espiritualidad, el misticismo y la ecología. Actualmente se encuentra trabajando como director ejecutivo del Studio Satelight. 

## Diseño de mechas
Kawamori ha trabajado prácticamente toda su carrera como diseñador de mechas en obras como Crusher Joe de 1983 y Eureka Seven del año 2005. También ha realizado el diseño de mechas de todas las series de la saga Macross, comenzando con su más famoso diseño, el VF-1. Todos y cada uno de los cazas variables de la franquicia Macross (con excepción de aquellos de Macross II) han sido creados por Kawamori.
El trabajo de Kawamori en el anime lo ha hecho tan famoso que en el 2001 realizó los diseños de AIBO, un robot de la compañía Sony. 
Kawamori también participó en el diseño de juguetes para Takara Tomy durante los ochenta. Dicho trabajo lo llevaría a diseñar algunos de los juguetes originales de Transformers: Generation 1, entre los que destaca el juguete original de Optimus Prime.

## Obras de anime

### Macross
- The Super Dimension Fortress Macross - Idea original, supervisor de la producción, Diseñador de mechas.
- The Super Dimension Fortress Macross: Do You Remember Love? - Idea original, director, diseño de mechas, supervisor de guion.
- The Super Dimension Fortress Macross: Flash Back 2012 - Directo ejecutivo, diseñador de mechas.
- Macross Plus - Idea original, directo ejecutivo, escritor, diseñador de mechas.[2]
- Macross 7 - Idea original, escritor, supervisor, diseñador de mechas.
- Macross Dynamite 7 - Idea original, diseñador de mechas.
- Macross Zero - Idea original, director, escritor, diseñador de mechas.
- Macross Frontier - Idea original, diseñador de mechas, director.
- Macross FB 7: Ore no Uta o Kike! - Idea original, diseñador de mechas.
- Macross Delta - Idea original, diseñador de mechas, director, escritor.

Nota: Macross II es el único proyecto de la saga Macross en el cual Kawamori no trabajó.

### Otros anime
- Space Battleship Yamato - Diseñador de mechas de las naves espaciales (no acreditado).
- Future GPX Cyber Formula - Diseñador de mechas.
- Future GPX Cyber Formula SIN - Diseñador de mechas.
- The Vision of Escaflowne - Idea original.
- Escaflowne: A Girl in Gaea - Idea original.
- Spring and Chaos - Director, guionista.
- Earth Girl Arjuna - Idea original, director, supervisor del guion.
- The Family's Defensive Alliance - Idea original.
- Sousei no Aquarion - Idea original, director, supervisor del guion.
- Sousei no Aquarion (OVA) - Idea original, director.
- Aquarion Evol - Idea original, director, supervisor del guion.
- Patlabor: The Movie - Diseñador de mechas (bajo el nombre de Masaharu Kawamori).
- Patlabor 2: The Movie - Diseñador de mechas (bajo el nombre de Masaharu Kawamori).
- WXIII: Patlabor the Movie 3 - Diseñador de mechas.
- Eureka Seven - Diseñador de mechas principal.
- Eureka Seven: AO - Diseñador de Nirvash.
- Engage Planet Kiss Dum - Diseñador de mechas principal.
- Kishin Taisen Gigantic Formula - Diseñador de mechas (Junova-VIII).
- Mobile Suit Gundam 0083: Stardust Memory - Diseñador del RX-78GP01 "Zephyranthes" y el RX-78GP02A "Physalis" Gundam.
- Ulysses 31 - Diseñador de mechas.
- Dangaioh - Diseñador de mechas.
- Ghost in the Shell - Diseñador de mechas.
- Basquash! - Idea original.
- Outlaw Star - Diseñador del barco XGP15A-II.
- Tōshō Daimos - Diseñador de mechas invitado.
- Gordian Warrior - Diseñador de mechas invitado.
- Golden Warrior Gold Lightan - Diseñador de mechas invitado.
- Anyamaru Tantei Kiruminzuu - Idea original.
- AKB0048 - Idea original, director, diseño de mechas.
- Ani*Kuri15 - Director (ep. 4)
- Cowboy Bebop - Guion (ep. 18)
- Glass Fleet - Diseñador de mechas.
- M3: Sono Kuroki Hagane - Diseñador de mechas.
- Nobunaga the Fool - Idea original.
- Noein - Storyboard (ep. 20)
- RahXephon - Storyboard (ep. 9)
- Techno Police 21C - Asistente de las coreografías de acción, diseñador de mechas.
- The Ultraman - Diseñador de mechas.

### Películas de acción real
- Gunhed - Diseñador de mechas.

### Videojuegos
- Ace Combat Assault Horizon - Diseñador invitado.
- Armored Core: Project Phantasma - Diseñador de mechas.
- Armored Core: Master of Arena - Diseñador de mechas.
- Armored Core 2 - Diseñador conceptual de mechas.
- Armored Core 2: Another Age - Diseñador conceptual de mechas.
- Armored Core 3 - Diseñador conceptual de mechas.
- Silent Line: Armored Core - Diseñador invitado.
- Armored Core: Nexus - Diseñador conceptual de mechas.
- Armored Core: For Answer - Diseñador conceptual de mechas.
- Eureka Seven vol. 1: The New Wave - Diseñador principal de mechas.
- Eureka Seven vol. 2: The New Vision - Diseñador principal de mechas.
- Omega Boost - Mechanical Design Advisor, Supervisor, Diseñador de mechas y vestuario, director del opening y ending.
- Tech Romancer - Idea original, diseñador de mechas.
- Macross 30: The Voice that Connects the Galaxy - Diseñador de mechas.
- Call of Duty: Mobile - Diseñador del Operador Reaper Ashura